# Karl Benzon
Karl Theodor Wilhelm Benzon, född den 2 april 1862 i Stoby församling i Hässleholm, Kristianstads län, död den 5 november 1914 i Klara församling i Stockholm, var en svensk författare, journalist och översättare. Pseudonym: Bob.

## Biografi
Föräldrar var stationskarlen Carl Bengtsson och Sofia Malmberg. Benzon avlade studentexamen 1880 och juridisk preliminärexamen 1882. Han gjorde sig känd som kåsör och humorist och medverkade i Svenska Dagbladet och Dagens Nyheter liksom i skämttidningarna Strix och Puck.
Benzon skrev flera detektivhistorier och även historiska romaner. Hans mest kända skönlitterära verk torde vara Detektivbragder eller Stockholmsmysterier (1903). Sin största framgång nådde han med Några råd hur man tillverkar bardrinkar 1910. Benzon översatte en mängd samtida engelskspråkig spänningslitteratur, bland annat böckerna om Nick Carter.

## Bibliografi

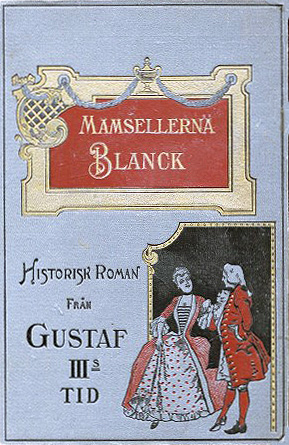
Omslag till Mamsellerna Blanck utformat av författaren.